# Love Yourself World Tour
Die Love Yourself World Tour war die dritte Welttournee der südkoreanischen Boygroup BTS. Bei der Tournee wurden überwiegend Lieder der Love Yourself-Trilogie Love Yourself Her, Love Yourself Tear und Love Yourself Answer gesungen. Die Tournee begann am 25. August 2018 in Seoul, Südkorea und endete am 7. April 2019 in Bangkok, Thailand. Die Gruppe trat in insgesamt 12 Ländern auf, darunter in Berlin in der Mercedes Benz Arena, in der sie im Oktober 2018 zwei ausverkaufte Shows spielten. Die Tournee wurde von 1,02 Millionen Menschen besucht.
Im Februar 2019 kündigte BigHit Entertainment die erste Stadion-Tour der Gruppe namens Love Yourself: Speak Yourself als Erweiterung der Love Yourself Tour an. Die Tickets für Stadien wie Wembley, Stade de France und MetLife waren binnen weniger Stunden ausverkauft, deshalb wurden für alle Städte Zusatzkonzerte angesagt. Die Speak Yourself Welttournee begann am 4. Mai 2019 im Rose Bowl Stadion in Pasadena im Los Angeles County.

## Hintergrund

### Love Yourself World Tour
Am 26. April 2018 kündigte BigHit Entertainment die Love Yourself World Tour auf Youtube an, als das Label einen Konzert-Trailer veröffentlichte. Im Oktober 2018 wurde bekannt gegeben, dass BTS bis zu dem Zeitpunkt 790.000 Konzertkarten verkauft hatte.
Am 4. August 2018 bestätigte BigHit, dass alle 90.000 Karten für die Konzerte im Seoul Olympic Stadion verkauft wurden und 8,4 Millionen US-Dollar allein durch den Kartenverkauf eingenommen wurden.
Alle 14 Konzerte in Nordamerika wurden ausverkauft. Eine letzte Show wurde im Citie Field Stadion in New York angekündigt. BTS wurden zum ersten südkoreanischen Akt, der in einem Stadion in den Vereinigten Staaten spielte. Die Show wurde in weniger als zehn Minuten ausverkauft. Die Love Yourself Tour gehörte in den USA und Kanada zur populärsten Tour im Herbst 2018.
In Japan war die Love Yourself Tour auf Platz 19 der best verkauften Konzerte. In Singapur wurde das Konzert in vier Stunden ausverkauft.
Die Tickets für die Konzerte in Europa standen am 1. Juni 2018 zu Verkauf. Die Shows in London waren in zwei Minuten und in Berlin in neun Minuten ausverkauft.

### Speak Yourself Stadium World Tour
Die Speak Yourself Stadium Tour ist eine Erweiterung der Love Yourself World Tour und wurde am 19. Februar 2019 angekündigt.
Alle Konzerte der Speak Yourself Stadium World Tour wurden ausverkauft, deshalb wurden für alle Städte Zusatzkonzerte angesagt.
Die Karten für die Shows im Wembley-Stadion waren in 90 Minuten ausverkauft. Das Konzert am 1. Juni wurde kostenpflichtig auf NAVERs V-App live übertragen. Mehr als 130.000 Leute schauten sich den Stream an.
Trotz Serverproblemen des Unternehmens für das Ticketing waren die zwei Konzerte in Brasilien in 75 Minuten ausverkauft.

## Setliste

### Love Yourself World Tour
Die Love Yourself World Tour hatte drei verschiedene Setlisten, die im Wechsel gespielt wurden.
| Setliste 1 der Love Yourself World Tour |
| --- |
| Setlist 1. „IDOL“ 2. „Save Me“ 3. „I'M FINE“ 4. „Magic Shop“ 5. „Trivia 起: Just Dance“ (J-Hope) 6. „Euphoria“ (Jungkook) 7. „I Need U“ 8. „RUN“ 9. „Serendipity“ (Jimin) 10. „Trivia 承: Love“ (RM) 11. „DNA“ 12. „21st Century Girl“ 13. „Go Go“ 14. „Blood Sweat & Tears“ 15. „Boy In Luv“ 16. „Danger“ 17. „Airplane Pt. 2“ 18. „Singularity“ (V) 19. „FAKE LOVE“ 20. „Trivia 轉: Seesaw“ (Suga) 21. „Epiphany“ (Jin) 22. „The Truth Untold“ 23. „Outro: Tear“ 24. „Mic Drop“ Encore 1. „So What“ 2. „Anpanman“ 3. „Answer: Love Myself“ |

| Setliste 2 der Love Yourself World Tour |
| --- |
| Setlist 1. „IDOL“ 2. „Save Me“ 3. „I'M FINE“ 4. „Magic Shop“ 5. „Trivia 起: Just Dance“ (J-Hope) 6. „Euphoria“ (Jungkook) 7. „I Need U“ 8. „RUN“ 9. „Serendipity“ (Jimin) 10. „Trivia 承: Love“ (RM) 11. „DNA“ 12. „Boyz with Fun“ 13. „Attack on Bangtan“ 14. „FIRE“ 15. „Silver Spoon“ 16. „Dope“ 17. „Airplane Pt. 2“ 18. „Singularity“ (V) 19. „FAKE LOVE“ 20. „Trivia 轉: Seesaw“ (Suga) 21. „Epiphany“ (Jin) 22. „The Truth Untold“ 23. „Outro: Tear“ 24. „Mic Drop“ Encore 1. „So What“ 2. „Anpanman“ 3. „Answer: Love Myself“ |

| Setliste 3 der Love Yourself World Tour |
| --- |
| Setlist 1. „IDOL“ 2. „Save Me“ 3. „I'M FINE“ 4. „Magic Shop“ 5. „Trivia 起: Just Dance“ (J-Hope) 6. „Euphoria“ (Jungkook) 7. „I Need U“ 8. „RUN“ 9. „Serendipity“ (Jimin) 10. „Trivia 承: Love“ (RM) 11. „DNA“ 12. „Dope“ 13. „Go Go“ 14. „Blood Sweat & Tears“ 15. „Boy in Luv“ 16. „FIRE“ 17. „Airplane Pt. 2“ 18. „Singularity“ (V) 19. „FAKE LOVE“ 20. „Trivia 轉: Seesaw“ (Suga) 21. „Epiphany“ (Jin) 22. „The Truth Untold“ 23. „Outro: Tear“ 24. „Mic Drop“ Encore 1. „So What“ 2. „Anpanman“ 3. „Answer: Love Myself“ |

### Speak Yourself Stadium World Tour
| Setliste der Speak Yourself Stadium World Tour |
| --- |
| Setlist 1. „Dionysus“ 2. „Outro: Wings“ 3. „Not Today“ 4. „Trivia 起: Just Dance“ (J-Hope) 5. „Euphoria“ (Jungkook) 6. „Best of Me“ 7. „Serendipity“ (Jimin) 8. „Trivia 承: Love“ (RM) 9. „Boy With Luv“ 10. „Dope“ 11. „Silver Spoon“ 12. „FIRE“ 13. „IDOL“ 14. „Singularity“ (V) 15. „FAKE LOVE“ 16. „Trivia 轉: Seesaw“ (Suga) 17. „Epiphany“ (Jin) 18. „The Truth Untold“ 19. „Outro: Tear“ 20. „Mic Drop“ Encore 1. „Anpanman“ 2. „So What“ 3. „Make It Right“ 4. „Mikrokosmos“ |

## Konzerte

### Love Yourself World Tour
| Datum              | Stadt         | Land               | Veranstaltungsort                      | Besucherzahl                   | Einnahmen    |
| Asien              | Asien         | Asien              | Asien                                  | Asien                          | Asien        |
| ------------------ | ------------- | ------------------ | -------------------------------------- | ------------------------------ | ------------ |
| 25. August 2018    | Seoul         | Südkorea           | Olympiastadion Seoul                   | 90.000/90.000                  | $8.411.739   |
| 26. August 2018    | Seoul         | Südkorea           | Olympiastadion Seoul                   | 90.000/90.000                  | $8.411.739   |
| Nordamerika        |               |                    |                                        |                                |              |
| 5. September 2018  | Los Angeles   | Vereinigte Staaten | Staples Center                         | 220.000/220.000                | –            |
| 6. September 2018  | Los Angeles   | Vereinigte Staaten | Staples Center                         | 220.000/220.000                | –            |
| 8. September 2018  | Los Angeles   | Vereinigte Staaten | Staples Center                         | 220.000/220.000                | –            |
| 9. September 2018  | Los Angeles   | Vereinigte Staaten | Staples Center                         | 220.000/220.000                | –            |
| 12. September 2018 | Oakland       | Vereinigte Staaten | Oracle Arena                           | 220.000/220.000                | –            |
| 15. September 2018 | Fort Worth    | Vereinigte Staaten | Fort Worth Convention Center           | 220.000/220.000                | –            |
| 16. September 2018 | Fort Worth    | Vereinigte Staaten | Fort Worth Convention Center           | 220.000/220.000                | –            |
| 20. September 2018 | Hamilton      | Kanada             | FirstOntario Centre                    | 220.000/220.000                | –            |
| 22. September 2018 | Hamilton      | Kanada             | FirstOntario Centre                    | 220.000/220.000                | –            |
| 23. September 2018 | Hamilton      | Kanada             | FirstOntario Centre                    | 220.000/220.000                | –            |
| 28. September 2018 | Newark        | Vereinigte Staaten | Prudential Center                      | 220.000/220.000                | –            |
| 29. September 2018 | Newark        | Vereinigte Staaten | Prudential Center                      | 220.000/220.000                | –            |
| 2. Oktober 2018    | Chicago       | Vereinigte Staaten |                                        | 220.000/220.000                | –            |
| 3. Oktober 2018    | Chicago       | Vereinigte Staaten |                                        | 220.000/220.000                | –            |
| 6. Oktober 2018    | New York City | Vereinigte Staaten | Citi Field                             | 220.000/220.000                | –            |
| Europa             |               |                    |                                        |                                |              |
| 9. Oktober 2018    | London        | England            | The O2 Arena                           | 31.475/32.278                  | $4.943.140   |
| 10. Oktober 2018   | London        | England            | The O2 Arena                           | 31.475/32.278                  | $4.943.140   |
| 13. Oktober 2018   | Amsterdam     | Niederlande        | Ziggo Dome                             | 13.893/13.893                  | $2.250.000   |
| 16. Oktober 2018   | Berlin        | Deutschland        | Mercedes-Benz-Arena                    | 30.000/30.000                  | –            |
| 17. Oktober 2018   | Berlin        | Deutschland        | Mercedes-Benz-Arena                    | 30.000/30.000                  | –            |
| 19. Oktober 2018   | Paris         | Frankreich         | AccorHotels Arena                      | 28.149/28.149                  | $4.580.000   |
| 20. Oktober 2018   | Paris         | Frankreich         | AccorHotels Arena                      | 28.149/28.149                  | $4.580.000   |
| Asien              |               |                    |                                        |                                |              |
| 13. November 2018  | Tokio         | Japan              | Tokyo Dome                             | 380.000/380.000                | $44.477.061  |
| 14. November 2018  | Tokio         | Japan              | Tokyo Dome                             | 380.000/380.000                | $44.477.061  |
| 21. November 2018  | Osaka         | Japan              | Kyocera Dome                           | 380.000/380.000                | $44.477.061  |
| 23. November 2018  | Osaka         | Japan              | Kyocera Dome                           | 380.000/380.000                | $44.477.061  |
| 24. November 2018  | Osaka         | Japan              | Kyocera Dome                           | 380.000/380.000                | $44.477.061  |
| 8. Dezember 2018   | Taoyuan       | Taiwan             | Taoyuan International Baseball Stadium | 50.000/50.000                  | $7.111.720   |
| 9. Dezember 2019   | Taoyuan       | Taiwan             | Taoyuan International Baseball Stadium | 50.000/50.000                  | $7.111.720   |
| 12. Januar 2019    | Nagoya        | Japan              | Nagoya Dome                            | 380.000/380.000                | $44.477.061  |
| 13. Januar 2019    | Nagoya        | Japan              | Nagoya Dome                            | 380.000/380.000                | $44.477.061  |
| 19. Januar 2019    | Singapur      | Singapur           | Nationalstadion Singapur               | 50.000/50.000                  | $7.111.720   |
| 16. Februar        | Fukuoka       | Japan              | Fukuoka Dome                           | 380.000/380.000                | $44.477.061  |
| 17. Februar        | Fukuoka       | Japan              | Fukuoka Dome                           | 380.000/380.000                | $44.477.061  |
| 20. März 2019      | Hongkong      | Hongkong           | AsiaWorld-Expo                         | 56.000/56.000                  | $7.111.720   |
| 21. März 2019      | Hongkong      | Hongkong           | AsiaWorld-Expo                         | 56.000/56.000                  | $7.111.720   |
| 23. März 2019      | Hongkong      | Hongkong           | AsiaWorld-Expo                         | 56.000/56.000                  | $7.111.720   |
| 24. März 2019      | Hongkong      | Hongkong           | AsiaWorld-Expo                         | 56.000/56.000                  | $7.111.720   |
| 6. April 2019      | Bangkok       | Thailand           | Rajamangala Stadium                    | 80.000/80.000                  | $7.111.720   |
| 7. April 2019      | Bangkok       | Thailand           | Rajamangala Stadium                    | 80.000/80.000                  | $7.111.720   |
| Insgesamt          | Insgesamt     | Insgesamt          | Insgesamt                              | 1.029.517 / 1.030.320 (99,9 %) | $71.773.660+ |

### Speak Yourself Stadium World Tour
| Datum            | Stadt       | Land                   | Veranstaltungsort      | Besucherzahl              | Einnahmen   |
| Nordamerika      | Nordamerika | Nordamerika            | Nordamerika            | Nordamerika               | Nordamerika |
| ---------------- | ----------- | ---------------------- | ---------------------- | ------------------------- | ----------- |
| 4. Mai 2019      | Los Angeles | Vereinigte Staaten     | Rose Bowl Stadium      | 113.040 / 113.040         | $16.557.515 |
| 5. Mai 2019      | Los Angeles | Vereinigte Staaten     | Rose Bowl Stadium      | 113.040 / 113.040         | $16.557.515 |
| 11. Mai 2019     | Chicago     | Vereinigte Staaten     | Soldier Field          | 88.156 / 88.156           | $13.345.795 |
| 12. Mai 2019     | Chicago     | Vereinigte Staaten     | Soldier Field          | 88.156 / 88.156           | $13.345.795 |
| 18. Mai 2019     | New Jersey  | Vereinigte Staaten     | MetLife Stadium        | 98.574 / 98.574           | $14.050.410 |
| 19. Mai 2019     | New Jersey  | Vereinigte Staaten     | MetLife Stadium        | 98.574 / 98.574           | $14.050.410 |
| Südamerika       |             |                        |                        |                           |             |
| 25. Mai 2019     | Sao Paulo   | Brasilien              | Allianz Parque         | 84.728 / 84.728           | $7.712.318  |
| 26. Mai 2019     | Sao Paulo   | Brasilien              | Allianz Parque         | 84.728 / 84.728           | $7.712.318  |
| Europa           |             |                        |                        |                           |             |
| 1. Juni 2019     | London      | Vereinigtes Königreich | Wembley-Stadion        | 114.583 / 114.583         | $13.545.702 |
| 2. Juni 2019     | London      | Vereinigtes Königreich | Wembley-Stadion        | 114.583 / 114.583         | $13.545.702 |
| 7. Juni 2019     | Paris       | Frankreich             | Stade de France        | 107.328 / 107.328         | $13.728.598 |
| 8. Juni 2019     | Paris       | Frankreich             | Stade de France        | 107.328 / 107.328         | $13.728.598 |
| Asien            |             |                        |                        |                           |             |
| 6. Juli 2019     | Osaka       | Japan                  | Nagai Stadium          | 101.554 / 101.554         | $9.832.610  |
| 7. Juli 2019     | Osaka       | Japan                  | Nagai Stadium          | 101.554 / 101.554         | $9.832.610  |
| 13. Juli 2019    | Shizuoka    | Japan                  | Shizuoka Stadium Ecopa | 107.153 / 107.153         | $10.486.317 |
| 14. Juli 2019    | Shizuoka    | Japan                  | Shizuoka Stadium Ecopa | 107.153 / 107.153         | $10.486.317 |
| 11. Oktober 2019 | Riad        | Saudi-Arabien          | König-Fahd-Stadion     |                           |             |
| 26. Oktober 2019 | Seoul       | Südkorea               | Olympiastadion Seoul   |                           |             |
| 27. Oktober 2019 | Seoul       | Südkorea               | Olympiastadion Seoul   |                           |             |
| 29. Oktober 2019 | Seoul       | Südkorea               | Olympiastadion Seoul   |                           |             |
| Insgesamt        | Insgesamt   | Insgesamt              | Insgesamt              | 815.116 / 815.116 (100 %) | $99.259.265 |